# Suwa, Nagano
Suwa (諏訪市 Suwa-shi) là một thành phố thuộc tỉnh Nagano, Nhật Bản.